# Абхазы в Сирии
Абхазы в Сирии — диаспора абхазов и абазин (абаза), около 10—30 тысяч граждан Сирии имеют абхазское происхождение (собственно абхазами себя считают гораздо меньше). Точное количество абхазов в Сирии неизвестно, ибо представителей всех абхазо-адыгских народов там именуют термином «черкесы».

## История
Абхазская диаспора в Сирии представляет собой потомков абхазов-махаджиров. Вынужденных переселенцев, покинувших родину в результате поражения в Кавказской войне.
В основном диаспора состоит из береговых садзов, выселенных с родной земли 1867—1868 годах, также встречаются абжуйские абхазы.
Нижегородский учёный — А. А. Камраков, изучавший особенности развития черкесской диаспоры на Ближнем Востоке, сделал нижеследующие выводы : Черкесская диаспора в Сирии насчитывает в настоящее время около 80 тысяч человек и состоит из адыгейцев, кабардинцев, дагестанских народов, вайнахов, абхазов и осетин. Представители диаспоры объединяются вокруг Черкесского благотворительного общества и целого ряда других общественных организаций, которые начали создаваться ещё в период 1920-х годах с целью сохранения их традиционных ценностей. В уставах черкесских обществ говорилось и о том, что они создаются в том числе для поддержания сплочённости общин в условиях обилия локальных конфликтов с представителями местных племён и этноконфессий (бедуины, друзы).
Абхазская диаспора тесно контактирует с черкесской диаспорой, считая друг друга одним народом. Большая часть представителей абхазской диаспоры не владеют родным языком, языком общения внутри семьи во многих абхазских семья является арабский язык.
В связи со вспыхнувшим на территории Сирии военным конфликтом, многие представители абхазской диаспоры, при содействии Комитета по репатриации Республики Абхазия, возвращаются на историческую родину, либо переселяются в Дамаск из сёл Голанских высот.
Большую часть абхазской диаспоры в Сирии, составляют потомки выходцев из горных абхазских обществ: Аибга, Псху, Цабал, Садзен.